# Едіт Московіц
Едіт Московіц (англ. Édith Moskovic, нар. 12 серпня 1931, Севлюш — пом. 8 червня 2021, Кастельно-ле-Лез) — французька активістка, яка пережила Голокост.

## Біографія
Народилася 12 серпня 1931 року у Севлюші (нині — Виноградів, Закарпатська область України). Походила з родини ашкеназі, донька кравця і домогосподарки.
Через антисемітські закони регента Горті її сім'я емігрувала в Брюссель у 1935 році, звідки 10 травня 1940 року переїхала до міста Іс у Верхній Гаронні.
Заарештовану наприкінці 1941 року французькою жандармерією разом із сімома братами і сестрами, Едіт інтернували до табору Ресебеду у Верхній Гаронні. За допомогою підкупу охоронців сім'ї вдалося втекти з табору і перетнути демаркаційну лінію в Аббевілі в Пікардії. Повернувшись до Брюсселя, вони застали родинний дім спустошеним.
Прийняті у вересні 1942 року нові антиєврейські закони змусили батька сім'ї переховувати своїх вісьмох дітей серед чужих сім'ей, як правило, у підпіллі. У віці дев'яти років Едіт спочатку довірили сусідам, котрі переховували її на темному горищі, тому дівчинка не могла порахувати кількість діб, яку вона там пробула. Потім її відправили під ім'ям Еліан Мартін в Оттіньї, до католицького закладу для розумово відсталих, яким керувала Рене Жакмот.
Після визволення Бельгії вона возз'єдналася зі своєю сім'єю. Московіц стала медиком, вийшла заміж, народила дітей, але протягом 50 наступних років зберігала інформацію про своє дитинство в таємниці навіть від чоловіка та дітей.
Проживаючи в Монпельє, вона була делегатом від Лангедок-Русійон у Французькому комітеті Яд Вашем. Також брала участь у нагородженні медалями та дипломами Праведників народів світу. Після стажування в Міжнародній школі Шоа в Єрусалимі Московіц вперше розповіла про свій досвід переховування єврейської дитини у березні 1998 року під час виступу в Університеті вільного часу в Монпельє. Відтоді вона невтомно виступала перед школярами і щороку допомагала організовувати Національний конкурс на тему опору та депортації (фр. Concours national de la Résistance et de la Déportation).
Померла 8 червня 2021 року.

## Нагороди
У 2007 році отримала Почесну медаль пам'яті «Захор».
14 червня 2009 року стала кавалером ордена Почесного легіону.